# Liste der Biografien/Arr
Liste der Biografien |
Portal Biografien |
Personensuche
# |
A |
B |
C |
D |
E |
F |
G |
H |
I |
J |
K |
L |
M |
N |
O |
P |
Q |
R |
S |
T |
U |
V |
W |
X |
Y |
Z |
?
 
Aa |
Ab |
Ac |
Ad |
Ae |
Af |
Ag |
Ah |
Ai |
Aj |
Ak |
Al |
Am |
An |
Ao |
Ap |
Aq |
Ar |
As |
At |
Au |
Av |
Aw |
Ax |
Ay |
Az
 
Ara |
Arb |
Arc |
Ard |
Are |
Arf |
Arg |
Arh |
Ari |
Arj |
Ark |
Arl |
Arm |
Arn |
Aro |
Arp |
Arq |
Arr |
Ars |
Art |
Aru |
Arv |
Arw |
Arx |
Ary |
Arz
Die Liste der Biografien führt alle Personen auf, die in der deutschsprachigen Wikipedia einen Artikel haben. Dieses ist eine Teilliste mit 275 Einträgen von Personen, deren Namen mit den Buchstaben „Arr“ beginnt.

## Arr

### Arra
- Arrab, Chalid (* 1975), deutscher Mixed-Martial-Arts-Kämpfer
- Arrabal, Fernando (* 1932), spanisch-französischer Schriftsteller und DichterFernando Arrabal (* 1932)

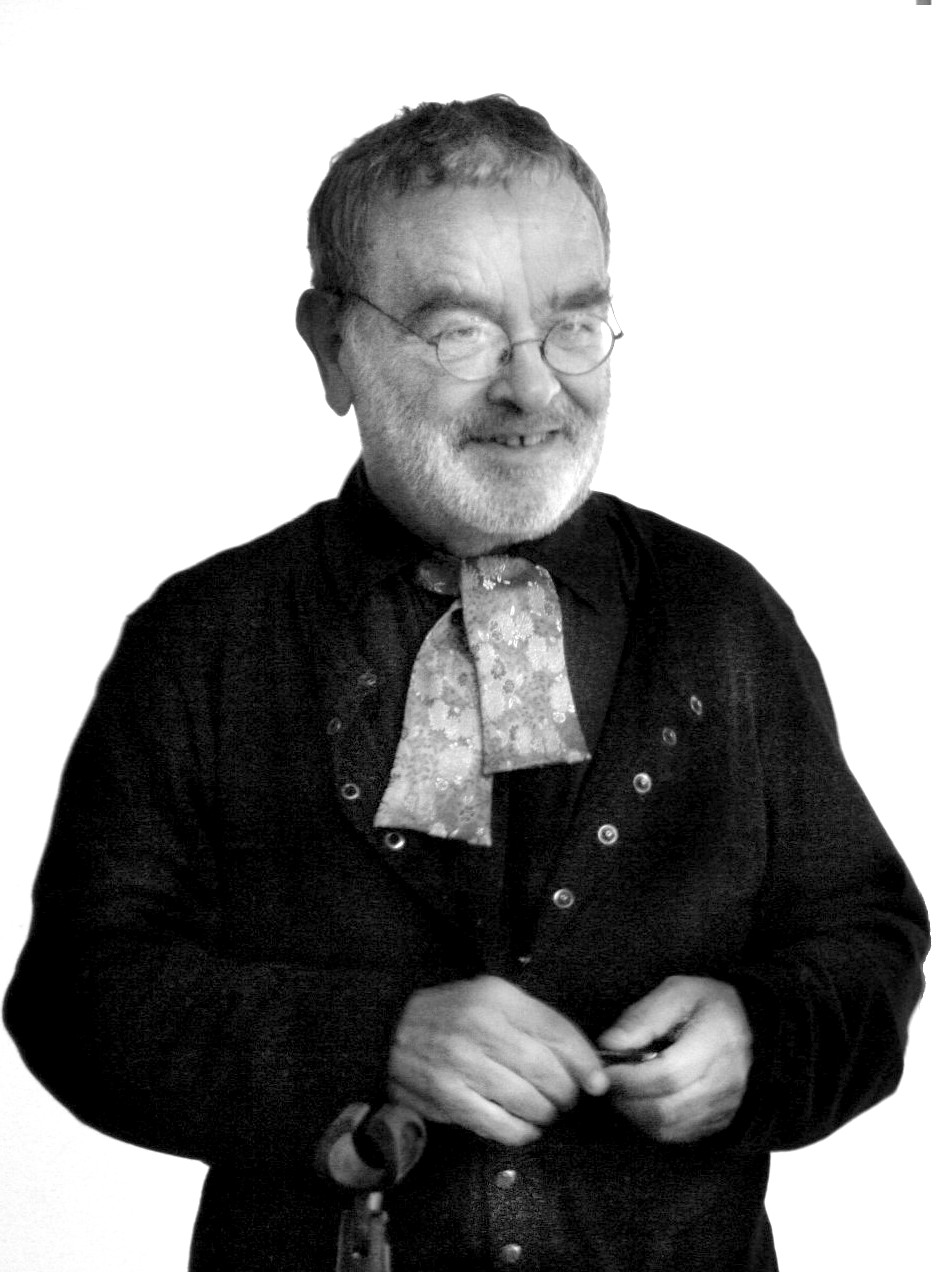
Fernando Arrabal (* 1932)

- Arrabloy, Pierre d’ († 1331), französischer Kardinal der Römischen Kirche
- Arrachart, Ludovic (1897–1933), französischer Pilot und Pionier der Luftfahrt
- Arrache, Salim (* 1982), algerischer Fußballspieler
- Arráez, Luis (* 1997), venezolanischer Baseballspieler
- Arrais, Amador († 1600), portugiesischer Geistlicher, Theologe und Schriftsteller, Bischof von Portalegre
- Arrais, João (* 1995), portugiesischer Schauspieler
- Arraiza, Eunate (* 1991), spanische Fußballspielerin
- Arraj, Alfred Albert (1906–1992), US-amerikanischer Jurist
- Arrak, Jüri (1936–2022), estnischer Maler, Graphiker, Kunstschmied und Animationskünstler
- Arrak, Robert (* 1999), estnischer Eishockeyspieler
- Arral, Blanche (1864–1945), belgische Opernsängerin (Sopran)
- Arrants, Rod (1944–2021), US-amerikanischer Schauspieler
- Arránz Becker, Oliver (* 1973), deutscher Soziologe
- Arranz Martín, Asier (* 1987), spanischer Fußballspieler
- Arranz, Melecio (1888–1966), philippinischer Politiker
- Arranz, Sebastián (* 1983), argentinischer Puppenspieler und Theaterschauspieler in Deutschland
- Arranz-Bravo, Eduardo (1941–2023), spanischer Maler und Bildhauer
- Arraras, Ander (* 1998), spanischer Eishockeyspieler
- Arrarte, Nahuel (* 1980), australisch-osttimoresischer Fußballtorspieler und -trainer
- Arras, Johann Peter (1870–1939), Landtagsabgeordneter Volksstaat Hessen
- Arras, Nevelon d’, französischer Adliger, Marschall von Frankreich
- Arras, Paul (1857–1942), deutscher Lehrer, Archivar und Heimatforscher
- Arras, Wilhelm von, Domkapitular in Trier
- Arras, Wim (* 1964), belgischer Radrennfahrer
- Arrasate, Jagoba (* 1978), spanischer Fußballspieler- und trainerJagoba Arrasate (* 1978)

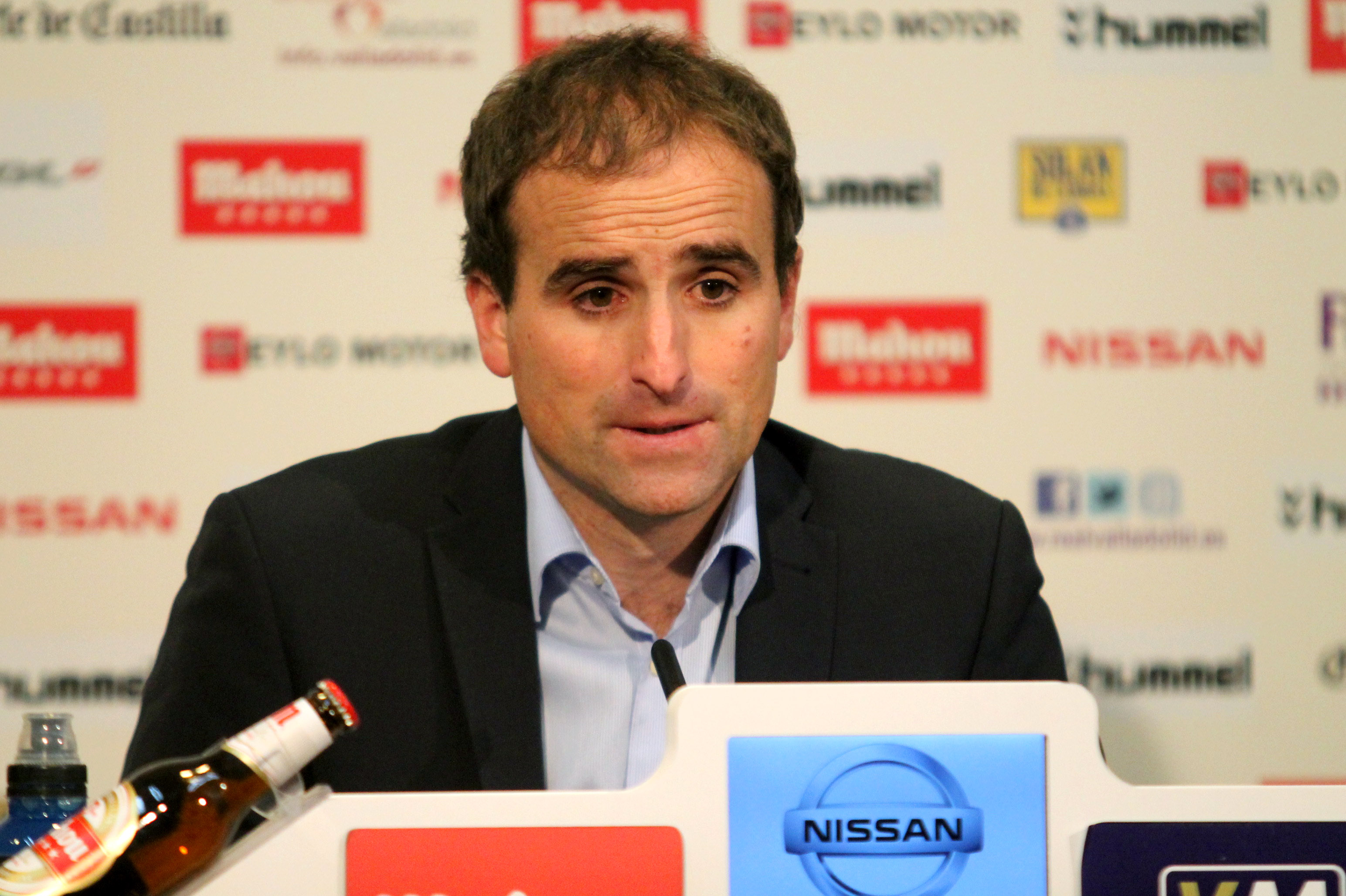
Jagoba Arrasate (* 1978)

- Arrascaeta, Giorgian De (* 1994), uruguayischer Fußballspieler
- Arrasco, Augusto († 2008), peruanischer Fußballspieler und -trainer
- Arrate, Jorge (* 1941), chilenischer Politiker
- Arrate, Marina (* 1957), chilenische Dichterin und Psychologin
- Arrau, Claudio (1903–1991), chilenischer PianistClaudio Arrau (1903–1991)

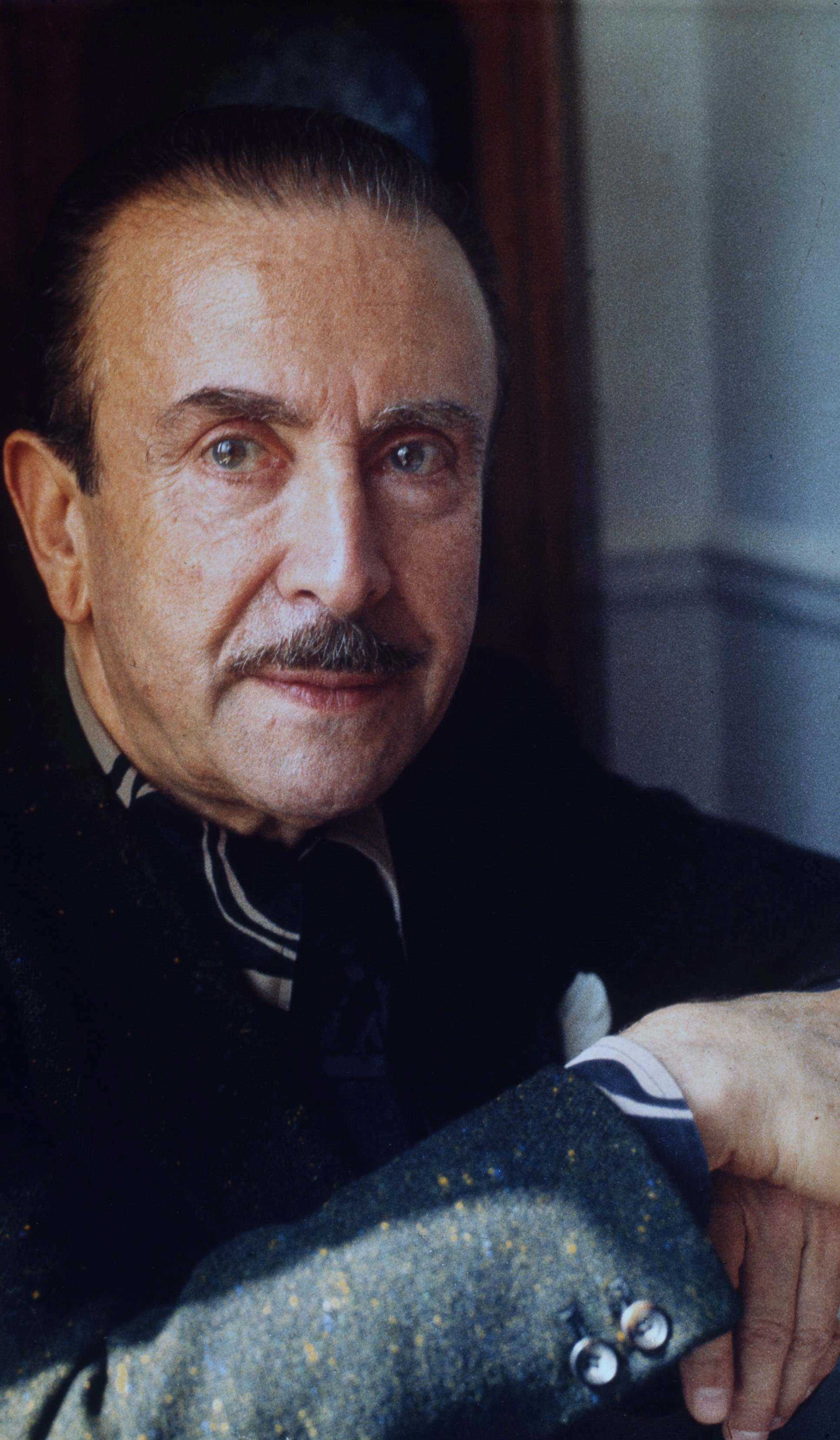
Claudio Arrau (1903–1991)

- Arraut, Pierre (1910–1983), französischer Politiker, Mitglied der Nationalversammlung
- Arraya, Laura (* 1964), peruanische Tennisspielerin
- Arraya, Pablo (* 1961), peruanischer Tennisspieler
- Arraya, Vicente (1922–1992), bolivianischer Fußballtorwart
- Arrazola García, Lorenzo (1797–1873), spanischer Rechtswissenschaftler, Politiker und Regierungspräsident Spaniens

### Arrd
- Arrdee (* 2002), englischer Rapper

### Arre
- Arreaga, Xavier (* 1994), ecuadorianischer Fußballspieler
- Arreaza, Jorge (* 1973), venezolanischer Politiker
- Arrebo, Anders Christensen (1587–1637), dänischer Geistlicher und Schriftsteller
- Arrecina Tertulla, erste Frau des Titus
- Arrecinus Clemens, Marcus (Prätorianerpräfekt), römischer Ritter
- Arrecinus Clemens, Marcus (Konsul), römischer Ritter
- Arrecinus Gemellus, Marcus, römischer Offizier (Kaiserzeit)
- Arredondo y Pelegrín, Manuel († 1821), spanischer Jurist, Kolonialverwalter und Vizekönig von Peru
- Arredondo, Inés (1928–1989), mexikanische Schriftstellerin
- Arredondo, Julián (* 1988), kolumbianischer Straßenradrennfahrer
- Arredondo, Nicolás Antonio de (1726–1802), Vizekönig von Río de la Plata
- Arredondo, Oscar (1918–2001), kubanischer Paläontologe und Paläornithologe
- Arredondo, René (* 1961), mexikanischer Boxer im Halbweltergewicht
- Arredondo, Ricardo (1949–1991), mexikanischer Boxer im Superfedergewicht und Weltmeister
- Arregger von Wildensteg, Josef Hermenegild (1746–1834), Schweizer Politiker
- Arregui y Yparaguirre, Joseph (1903–1979), spanischer römisch-katholischer Geistlicher
- Arregui, Antonio (* 1939), spanischer römisch-katholischer Geistlicher und emeritierter Erzbischof von Guayaquil
- Arrègui, Antonio Maria (1868–1942), spanischer Ordenspriester und Moraltheologe
- Arregui, Brian (* 2000), argentinischer Boxer
- Arreitunandia, Pedro (* 1974), spanischer Radrennfahrer
- Arremón, Juan Pedro (1899–1979), uruguayischer Fußballspieler
- Arrendell, Malik (* 1973), deutscher Basketballspieler
- Arreola Pérez, Jesús Alfonso (1936–2010), mexikanischer Historiker und Politiker
- Arreola, Chris (* 1981), US-amerikanischer Boxer
- Arreola, Jorge (* 1972), mexikanischer Fußballspieler
- Arreola, Juan José (1918–2001), mexikanischer Schriftsteller
- Arreola, Luis (* 1938), mexikanischer Fußballspieler
- Arreola, Sofía (* 1991), mexikanische Radrennfahrerin
- Arresdorf, Nikolaus († 1620), katholischer Geistlicher, Weihbischof in Münster, Hildesheim, Paderborn und Köln
- Arrese, Jordi (* 1964), spanischer Tennisspieler
- Arrest, Heinrich Louis d’ (1822–1875), deutsch-dänischer Astronom
- Arrest, Johann Ludwig d’ (* 1709), deutscher Jurist, Bürgermeister und städtischer Landrat in Kolberg (1757–1771)
- Arresti, Floriano (1667–1717), italienischer Organist und Komponist
- Arresti, Giulio Cesare (1619–1701), italienischer Organist und Komponist des Barock
- Arresto, Christlieb Georg Heinrich (1768–1817), deutscher Schauspieler und Dichter
- Arrey, Florence Rita (* 1948), kamerunische Juristin und Richterin
- Arrey-Mbi, Bright (* 2003), deutsch-kamerunischer FußballspielerBright Arrey-Mbi (* 2003)

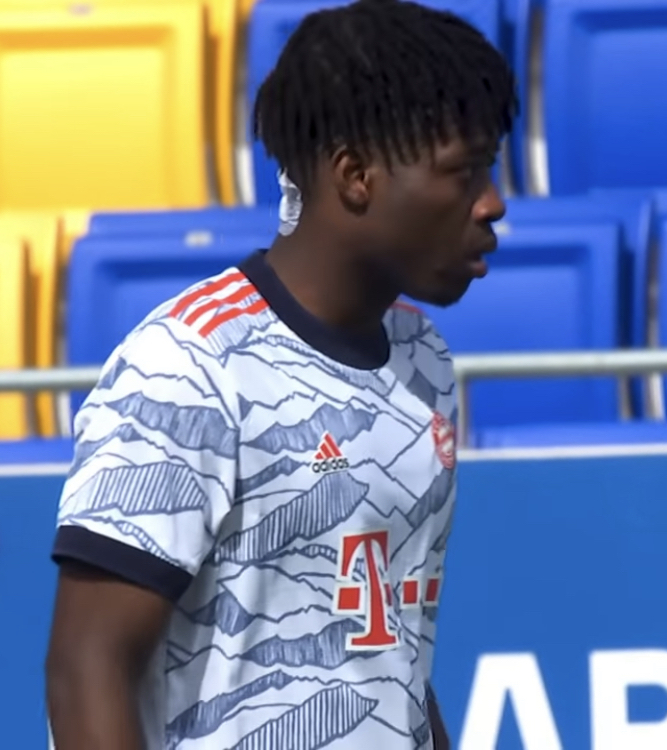
Bright Arrey-Mbi (* 2003)

### Arrh
- Arrhabaios († 336 v. Chr.), lynkestischer Königsmörder
- Arrhabaios I., Fürst von Lynkestis
- Arrhabaios II., Fürst von Lynkestis
- Arrhenius, Carl Axel (1757–1824), schwedischer Artillerieoffizier sowie Amateurgeologe und Chemiker
- Arrhenius, Lars (1966–2020), schwedischer bildender Künstler
- Arrhenius, Robert (* 1979), schwedischer Handballspieler und -trainer
- Arrhenius, Svante (1859–1927), schwedischer Physiker und Chemiker; Nobelpreisträger für ChemieSvante Arrhenius (1859–1927)

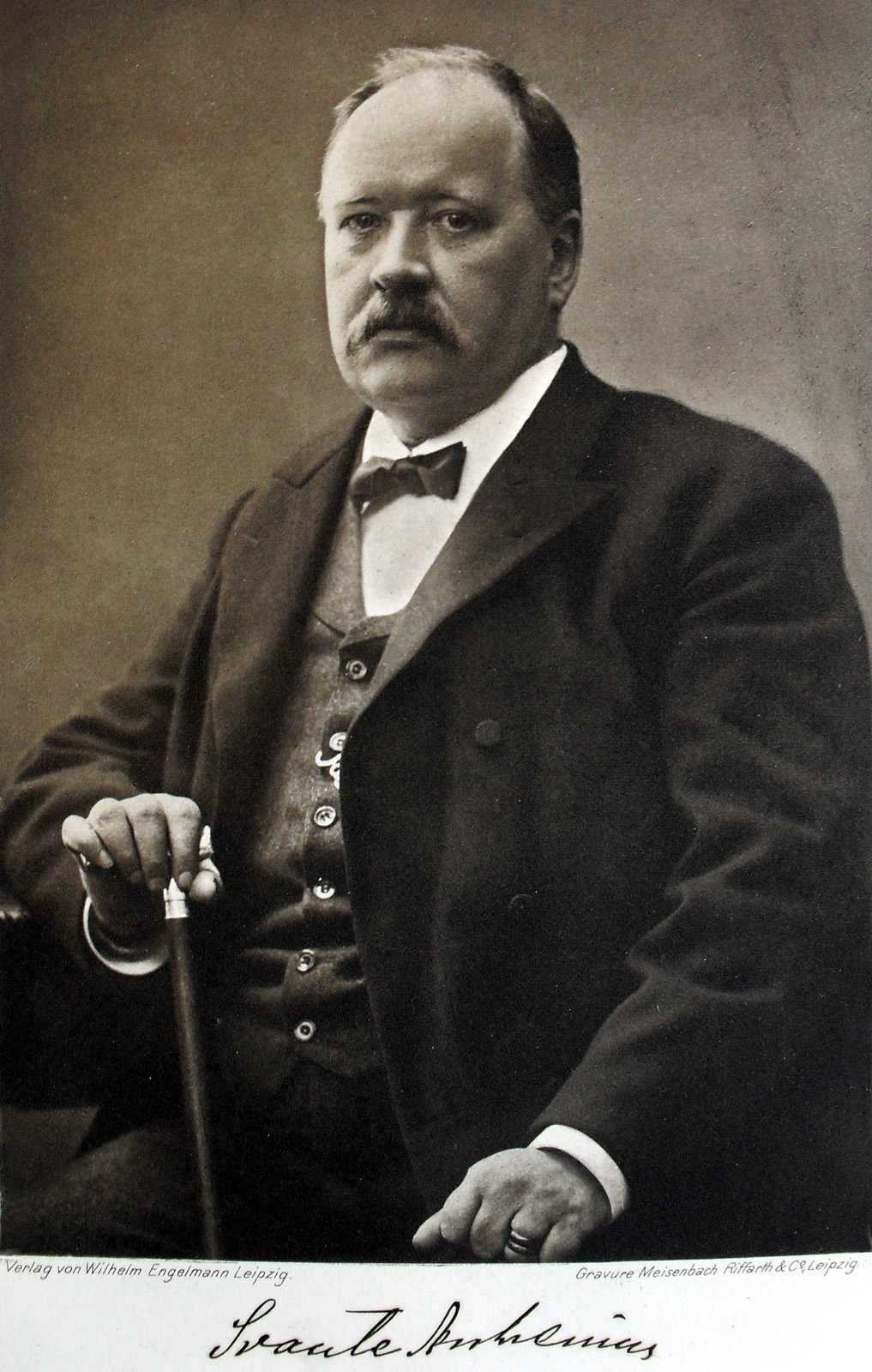
Svante Arrhenius (1859–1927)

- Arrhichion, Olympionike der Olympischen Spiele der Antike
- Arrhidaios, General Alexanders des Großen

### Arri
- Arri, Valerio (1892–1970), italienischer Leichtathlet
- Arria, antike Platonikerin
- Arria die Ältere († 42), römische Selbstmörderin
- Arria die Jüngere, römische Adlige, Gattin des Publius Clodius Thrasea Paetus
- Arria Fadilla, römische Adlige, Mutter des Kaisers Antoninus Pius
- Arriaga, Felipe (1937–1988), mexikanischer Sänger und Schauspieler
- Arriaga, Guillermo (* 1958), mexikanischer Schriftsteller, Drehbuchautor, Filmregisseur und -produzent
- Arriaga, Juan Crisóstomo de (1806–1826), spanischer Violinist und Komponist
- Arriaga, Julián de (1700–1776), spanischer Adeliger, Offizier und Minister
- Arriaga, Kaúlza Oliveira de (1915–2004), portugiesischer General, Schriftsteller und Politiker
- Arriaga, Manuel José de (1840–1917), portugiesischer Politiker
- Arriaga, Marcia (* 1955), mexikanische Schwimmerin
- Arriaga, Pablo José de (1564–1622), spanischer Jesuitenmissionar in Peru
- Arriaga, Rodrigo de (1592–1667), spanischer Jesuit, Theologe und Philosoph
- Arriaga, Simón († 1976), spanischer Schauspieler
- Arriagada, Jorge (1943–2024), chilenischer Komponist
- Arriagada, Luciano (* 2002), chilenischer Fußballspieler
- Arriagada, Manuel (1925–2019), chilenischer Fußballspieler
- Arriagada, Marco (* 1975), chilenischer Bahn- und Straßenradrennfahrer
- Arriale, Lynne (* 1957), US-amerikanische Jazz-Pianistin und Hochschullehrerin
- Arrian, römischer HistorikerArrian

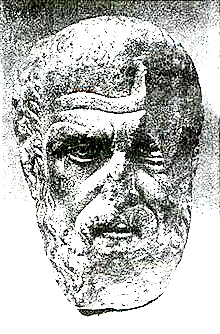
Arrian

- Arriaza y Superviela, Juan Bautista (1770–1837), spanischer Staatsmann und Dichter
- Arriaza, Óscar (* 1956), chilenischer Fußballspieler
- Arriba y Castro, Benjamín de (1886–1973), spanischer Geistlicher, Erzbischof, Kardinal der römisch-katholischen Kirche
- Arriba, Álvaro de (* 1994), spanischer Leichtathlet
- Arribagé, Dominique (* 1971), französischer Fußballspieler und -trainer
- Arribagé, Théo (* 2000), französischer Tennisspieler
- Arribas, José (1921–1989), französischer Fußballtrainer
- Arribas, Patricia (* 1977), spanische Langstreckenläuferin
- Arribas, Sergio (* 2001), spanischer Fußballspieler
- Arribi, Mokhtar (1924–1989), algerischer Fußballspieler und -trainer
- Arricio, Juan (* 1923), bolivianischer Fußballspieler
- Arridy, Joe (1915–1939), US-amerikanischer unschuldig Hingerichteter
- Arrieche, Alexandra, brasilianische Dirigentin und KomponistinAlexandra Arrieche

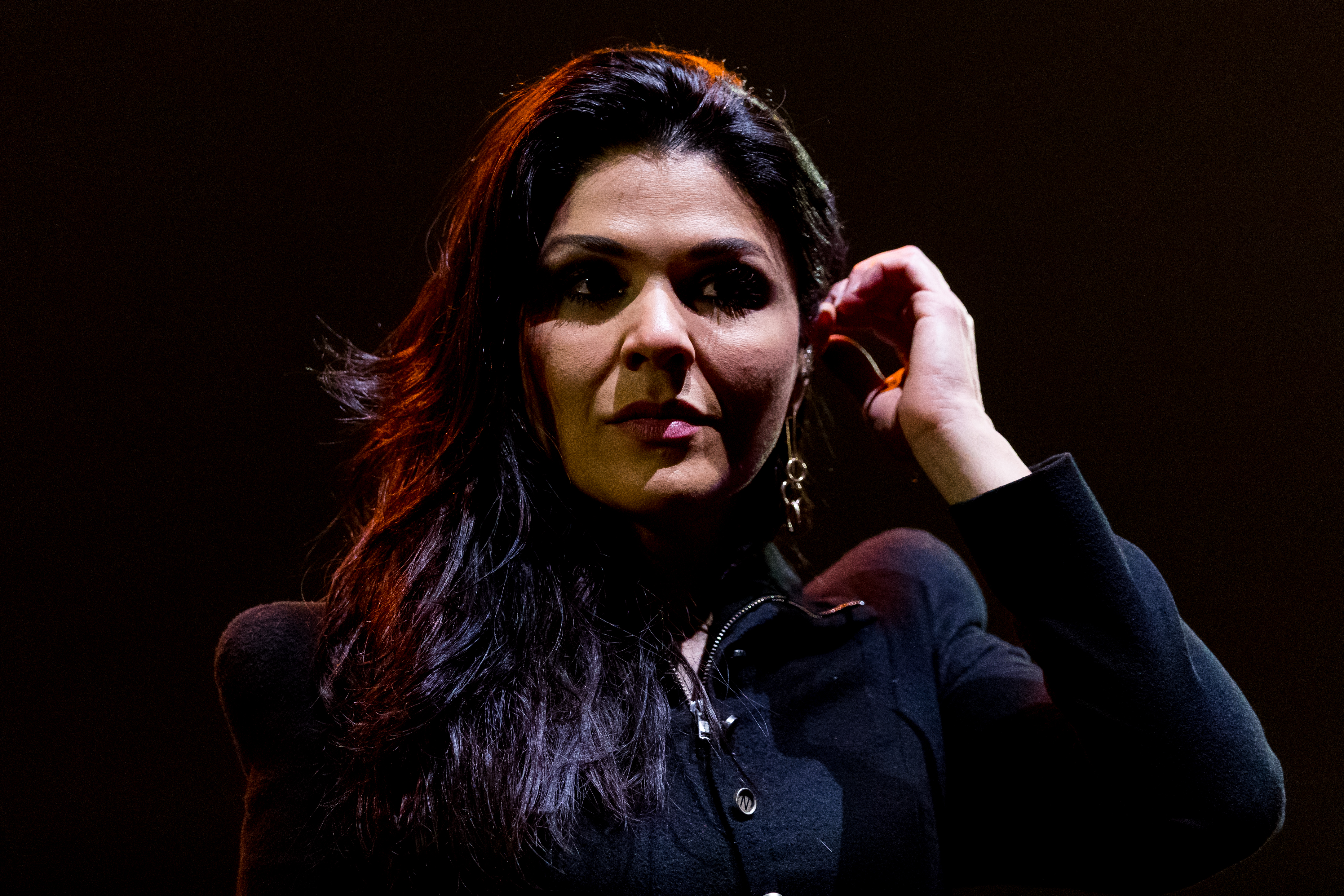
Alexandra Arrieche

- Arrieguez, Juan Manuel (* 2003), argentinischer Leichtathlet
- Arriens, Carl (1869–1952), deutscher Maler und Illustrator
- Arriens, Carsten (* 1969), deutscher Tennisspieler
- Arriens, Marigje († 1591), Opfer der Hexenverfolgungen in der Region Holland
- Arrieta Ochoa de Chinchetru, Juan Ignacio (* 1951), spanischer Kurienbischof
- Arrieta, Emilio (1823–1894), spanischer Komponist
- Arrieta, Humberto (* 1945), mexikanischer Fußballspieler
- Arrieta, Igor (* 2002), spanischer Radrennfahrer
- Arrieta, Jake (* 1986), US-amerikanischer Baseballspieler
- Arrieta, Johana (* 1998), kolumbianische Mittelstreckenläuferin
- Arrieta, José Luis (* 1971), spanischer Radrennfahrer
- Arrieta, Katrin (* 1961), deutsche Kunsthistorikerin und Kuratorin
- Arrieta, Luis (* 2001), kolumbianischer Leichtathlet
- Arrieta, Pedro de († 1738), mexikanischer Architekt
- Arrieta, Rafael Alberto (1889–1968), argentinischer Pädagoge, Schriftsteller und Übersetzer
- Arrieta, Roberto (1915–1978), argentinischer Tangosänger und Komponist
- Arrieta, Santiago (1897–1975), uruguayischer Schauspieler
- Arrieta, Valentine (* 1990), Schweizer Leichtathletin
- Arrieu, Claude (1903–1990), französische Komponistin
- Arrighetti, Filippo (1582–1662), italienischer Kleriker und Philosoph
- Arrighetti, Graziano (1928–2017), italienischer Gräzist und Papyrologe
- Arrighetti, Niccolò (1586–1639), italienischer Schriftsteller
- Arrighetti, Niccolò (1709–1767), italienischer Jesuit und Gelehrter
- Arrighetti-Ghibaudo, Valérie (* 1972), französische Windsurferin
- Arrighi de Casanova, Jean Toussaint (1778–1853), französischer General und Politiker
- Arrighi de Casanova, Louis (1814–1888), französischer Politiker
- Arrighi, Antonio Maria (* 1689), italienischer Rechtsgelehrter
- Arrighi, Christine (* 1959), französische Politikerin
- Arrighi, Gianluca (* 1972), italienischer Schriftsteller
- Arrighi, Giovanni (1937–2009), italienischer Soziologe
- Arrighi, Jean-François (1918–1998), französischer Geistlicher und Kurienbischof der römisch-katholischen Kirche
- Arrighi, Luciana (* 1940), italienische Filmarchitektin, Kostüm- und Szenenbildnerin
- Arrighi, Ludovico degli, italienischer Schreibmeister, päpstlicher Kanzleischreiber und Buchdrucker
- Arrigo da Campione, italienischer Bildhauer
- Arrigo, Angelo d’ (1961–2006), italienischer Gleitschirmpilot, Hängegleiterpilot, Ornithologe
- Arrigoni degli Oddi, Carlo Ettore (1867–1942), italienischer Ornithologe und Politiker
- Arrigoni, Alexander (1764–1819), italienischer Blumenmaler
- Arrigoni, Anton (1788–1851), österreichischer Dekorationsmaler
- Arrigoni, Francesco (1610–1645), italienischer Geistlicher und Schriftsteller
- Arrigoni, Luigi (1890–1948), italienischer Geistlicher, römisch-katholischer Erzbischof und Diplomat des Heiligen Stuhls
- Arrigoni, Pierro (1856–1940), italienischer Architekt
- Arrigoni, Pompeio (1552–1616), italienischer Geistlicher, Kardinal und Erzbischof von Benevent
- Arrigoni, Vittorio (1975–2011), italienischer Autor und Friedensaktivist
- Arrigucci, Davi junior (* 1943), brasilianischer Autor und Literaturwissenschaftler
- Arrillaga, María (* 1940), boricuanische Autorin, Dichterin, Essayistin, Spezialistin für Gender Studies, Literaturkritikerin und Hochschullehrerin an der Universität von Puerto Rico (UPR)
- Arrimadas, Inés (* 1981), spanische Anwältin und Politikerin der Partei Ciudadanos
- Arrindell, Clement Athelston (1931–2011), britischer Generalgouverneur von St. Kitts und Nevis
- Arrington, Alanna (* 1998), US-amerikanisches Model
- Arrington, Archibald Hunter (1809–1872), US-amerikanischer Politiker (Demokratische Partei)
- Arrington, Elayne (* 1940), US-amerikanische Mathematikerin, Ingenieurin und Hochschullehrerin
- Arrington, Jodey (* 1972), US-amerikanischer Politiker
- Arrington, Michael (* 1970), US-amerikanischer Unternehmer
- Arrington, Steve (* 1956), US-amerikanischer Sänger, Songwriter und Schlagzeuger
- Arriola, Gus (1917–2008), US-amerikanischer Comiczeichner
- Arriola, Nicolás (* 1998), guatemaltekischer Leichtathlet
- Arriola, Paul (* 1995), US-amerikanischer Fußballspieler
- Arriola, Pepito (1895–1954), spanischer PianistPepito Arriola (1895–1954)

Pepito Arriola (1895–1954)

- Arriola, Yusleidy (* 1992), venezolanische Gewichtheberin
- Arrioui, Mohammed (* 1995), marokkanischer Künstler
- Arritola, Morgan (* 1986), US-amerikanische Skilangläuferin
- Arriule, Jean-Lucq d’ (1774–1850), französischer Generalleutnant der Infanterie
- Arrius Antoninus, Gaius, römischer Konsul
- Arrius Antoninus, Gnaeus, römischer Suffektkonsul 69 und wahrscheinlich 97
- Arrius Augur, Gnaeus, römischer Konsul (121)
- Arrius Domitianus, Gaius, römischer Centurio
- Arrius Flaccus, Marcus, römischer Suffektkonsul (79)
- Arrius Hermes, Lucius, antiker römischer Toreut oder Händler
- Arrius Pudens, Lucius, römischer Konsul (165)
- Arrius, Quintus, römischer Militär und Politiker
- Arrivabene, Ferdinand († 1834), italienischer Blumenmaler
- Arrivabene, Giovanni (1787–1881), italienischer Nationalökonom
- Arrivabene, Maurizio (* 1957), italienischer Manager und MotorsportfunktionärMaurizio Arrivabene (* 1957)

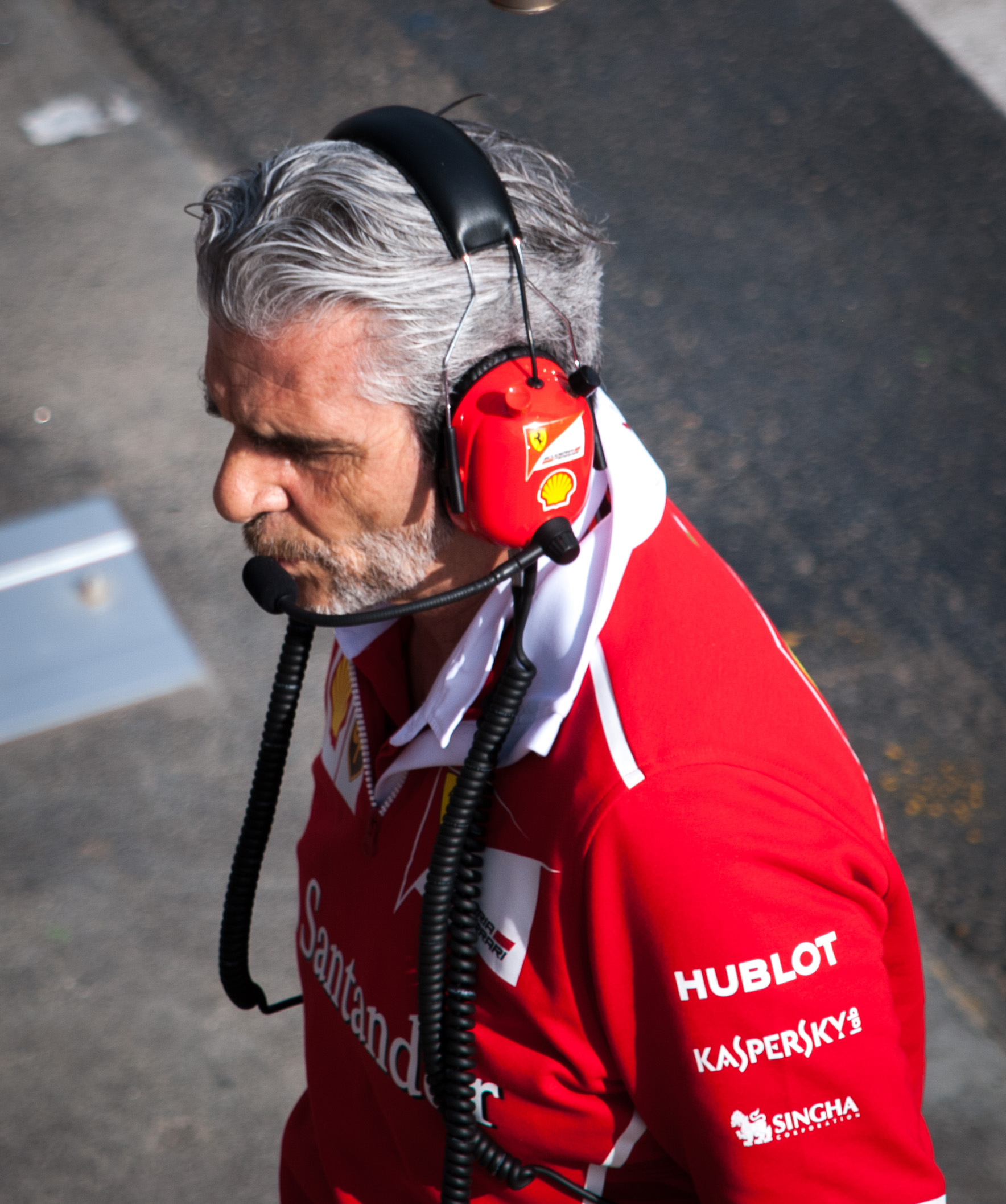
Maurizio Arrivabene (* 1957)

- Arrivabeni, Paolo, italienischer Dirigent
- Arrivé, Benoît (* 1975), französischer Politiker, Oberbürgermeister von Cherbourg-en-Cotentin
- Arrivé, Michel (1936–2017), französischer Linguist und Schriftsteller

### Arro
- Arró Ribot, Gemma (* 1980), spanische Skibergsteigerin
- Arro, Edgar (1911–1978), estnischer Komponist
- Arrocet, Bigote (* 1949), argentinisch-chilenischer Sänger, Komiker und Schauspieler
- Arrojeria Arantzazistroke, Esther (* 1994), spanische Handballspielerin
- Arrojo, Rosemary, brasilianische Übersetzungs- und Literaturwissenschaftlerin sowie Professorin für Komparatistik an der Binghamton University (New York)
- Arrojo-Agudo, Pedro (* 1951), spanischer Physiker, Ökologe, Politiker und Menschenrechtsexperte
- Arron, Christine (* 1973), französische Leichtathletin und Olympionikin
- Arron, Edward (* 1976), US-amerikanischer Cellist
- Arron, Henck A. E. (1936–2000), surinamischer Politiker, Premierminister von Suriname
- Arrondo, Inés (* 1977), argentinische Feldhockeyspielerin
- Arronet, Dorothea von (1886–1973), deutschbaltische Malerin, Grafikerin und Illustratorin
- Arronet, Karin von (1917–2006), deutschbaltische Malerin, Grafikerin und Kunstlehrerin
- Arrow, Gilbert John (1873–1948), englischer Entomologe
- Arrow, Kenneth (1921–2017), amerikanischer ÖkonomKenneth Arrow (1921–2017)

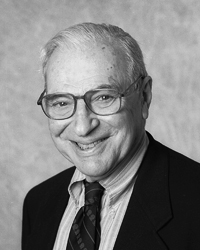
Kenneth Arrow (1921–2017)

- Arrowsmith, Aaron (1750–1823), englischer Kartograf und Hydrograf
- Arrowsmith, Alf (1942–2005), englischer Fußballspieler
- Arrowsmith, Anna (* 1971), britische Regisseurin und Produzentin von Pornofilmen, sowie Politikerin
- Arrowsmith, Arthur (1881–1948), englischer Fußballspieler
- Arrowsmith, Edmund (1585–1628), Jesuitenpriester
- Arrowsmith, Edwin Porter (1909–1992), britischer Kolonialbeamter, Gouverneur der Falklandinseln
- Arrowsmith, William (1924–1992), US-amerikanischer klassischer Philologe und vergleichender Literaturwissenschaftler
- Arroy, Bésian (1590–1677), französischer Theologe
- Arroyabe, Estanislao (1941–2010), spanischer Philosoph
- Arroyave, Andrés (1990–2018), kolumbianischer Fußballspieler
- Arroyave, Karina (* 1969), US-amerikanische Schauspielerin kolumbianischer Abstammung
- Arroyo Camejo, Silvia (* 1986), deutsche Wissenschaftsautorin
- Arroyo del Río, Carlos Alberto (1893–1969), Jurist und Staatspräsident Ecuadors
- Arroyo López, Brian Baxter (* 1985), mexikanischer Eishockeyspieler
- Arroyo Pimienta, Carmen (* 2004), spanische Handballspielerin
- Arroyo Romero, Arnulfo (1865–1897), mexikanischer Revolutionär
- Arroyo, Abdiel (* 1993), panamaischer Fußballspieler
- Arroyo, Andrés (* 1995), puerto-ricanischer Leichtathlet
- Arroyo, Ángel (* 1956), spanischer Radrennfahrer
- Arroyo, Antonio Vanegas (1852–1917), mexikanischer Verleger und Pionier in der Journalistik
- Arroyo, Carlos (* 1979), puerto-ricanischer Basketballspieler
- Arroyo, David (* 1980), spanischer Radsportler
- Arroyo, Eduardo (1937–2018), spanischer Maler, Grafiker und Autor
- Arroyo, Gabriel (* 1977), argentinischer Volleyballspieler
- Arroyo, Gonzalo (1925–2012), chilenischer katholischer Priester und Befreiungstheologe
- Arroyo, Harry (* 1957), US-amerikanischer Boxer im Leichtgewicht
- Arroyo, Jacquelin (* 1987), US-amerikanische Theater und Filmschauspielerin und Filmproduzentin
- Arroyo, Joe (1955–2011), kolumbianischer Sänger und Komponist
- Arroyo, Joker (1927–2015), philippinischer Politiker
- Arroyo, José Miguel (1810–1867), mexikanischer Botschafter
- Arroyo, Juan (* 1955), venezolanischer Radrennfahrer
- Arroyo, Luis (1915–1956), spanischer Schauspieler und Regisseur
- Arroyo, Martina (* 1937), US-amerikanische Opernsängerin (Sopran)
- Arroyo, Mary Kalin (* 1944), neuseeländische Botanikerin und Hochschullehrerin
- Arroyo, McJoe (* 1985), puerto-ricanischer Boxer
- Arroyo, McWilliams (* 1985), puerto-ricanischer Boxer
- Arroyo, Michael (* 1987), ecuadorianischer Fußballspieler
- Arroyo, Miguel (1966–2020), mexikanischer Radrennfahrer
- Arroyo, Raymond, US-amerikanischer Moderator und Autor
- Arroyo, Romárico (* 1942), mexikanischer Regierungsbeamter, Manager und Politiker (PRI)
- Arroyo, Trinidad (1872–1959), spanische Ophthalmologin, Hochschullehrerin und Feministin

### Arru
- Arru, Andrea (* 2007), italienischer Schauspieler und ModelAndrea Arru (* 2007)

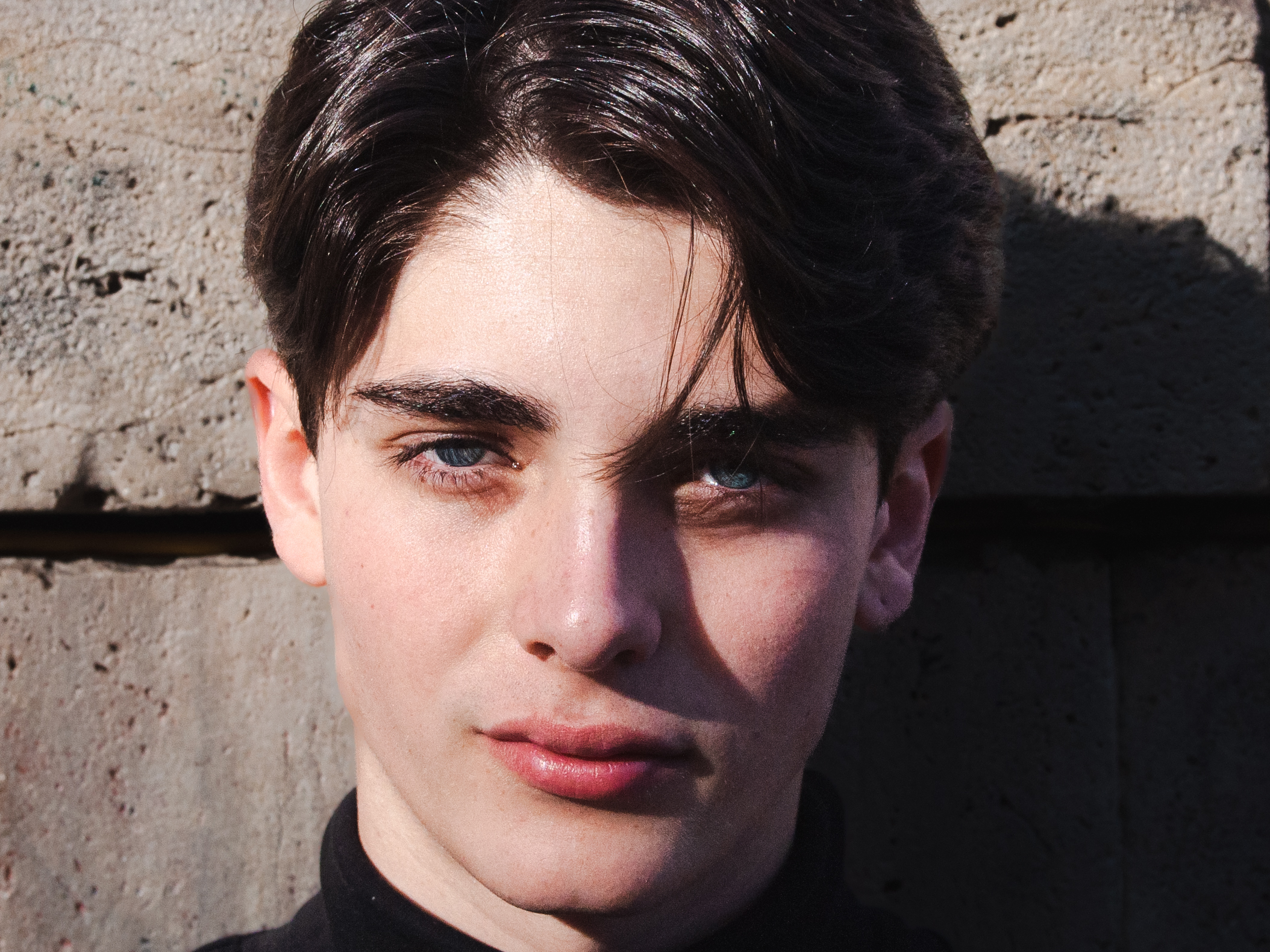
Andrea Arru (* 2007)

- Arrúa, Saturnino (* 1949), paraguayischer Fußballspieler
- Arruabarrena, Ignacio De (* 1997), uruguayischer Fußballspieler
- Arruabarrena, Lara (* 1992), spanische Tennisspielerin
- Arruabarrena, Rodolfo (* 1975), argentinischer Fußballspieler
- Arruda Said, Wenderson (* 1975), brasilianischer Fußballspieler
- Arruda, Axel Rodrigues de (* 1970), brasilianischer Fußballspieler
- Arruda, Maria Arminda do Nascimento (* 1948), brasilianische Kultursoziologin
- Arruda, Renata (* 1999), brasilianische Handballspielerin
- Arruda, Selma (* 1963), brasilianische Richterin und Politikerin
- Arrué, Francisco (* 1977), chilenischer Fußballspieler
- Arrufat, Antón (1935–2023), kubanischer Dramaturg und Schriftsteller
- Arrufat, Carmen (* 2002), spanische Schauspielerin
- Arrufat, Guillaume († 1311), Kardinal der römisch-katholischen Kirche
- Arrukum, Minister von Ebla
- Arruntius Aquila Iulianus, Marcus, römischer Senator und Konsul im Jahr 38
- Arruntius Aquila, Marcus, römischer Suffektkonsul 66
- Arruntius Aquila, Marcus, römischer Suffektkonsul 77
- Arruntius Catellius Celer, Gaius, römischer Senator und Konsul (77)
- Arruntius Frugi, Marcus, römischer Offizier (Kaiserzeit)
- Arruntius Stella, Lucius, Suffektkonsul (101 oder 102)
- Arruntius, Lucius, römischer Politiker und Feldherr
- Arruntius, Lucius, römischer Suffektkonsul
- Arruntius, Lucius († 37), römischer Politiker und Konsul
- Arrupe, Pedro (1907–1991), spanischer Ordensgeistlicher und GeneralobererPedro Arrupe (1907–1991)

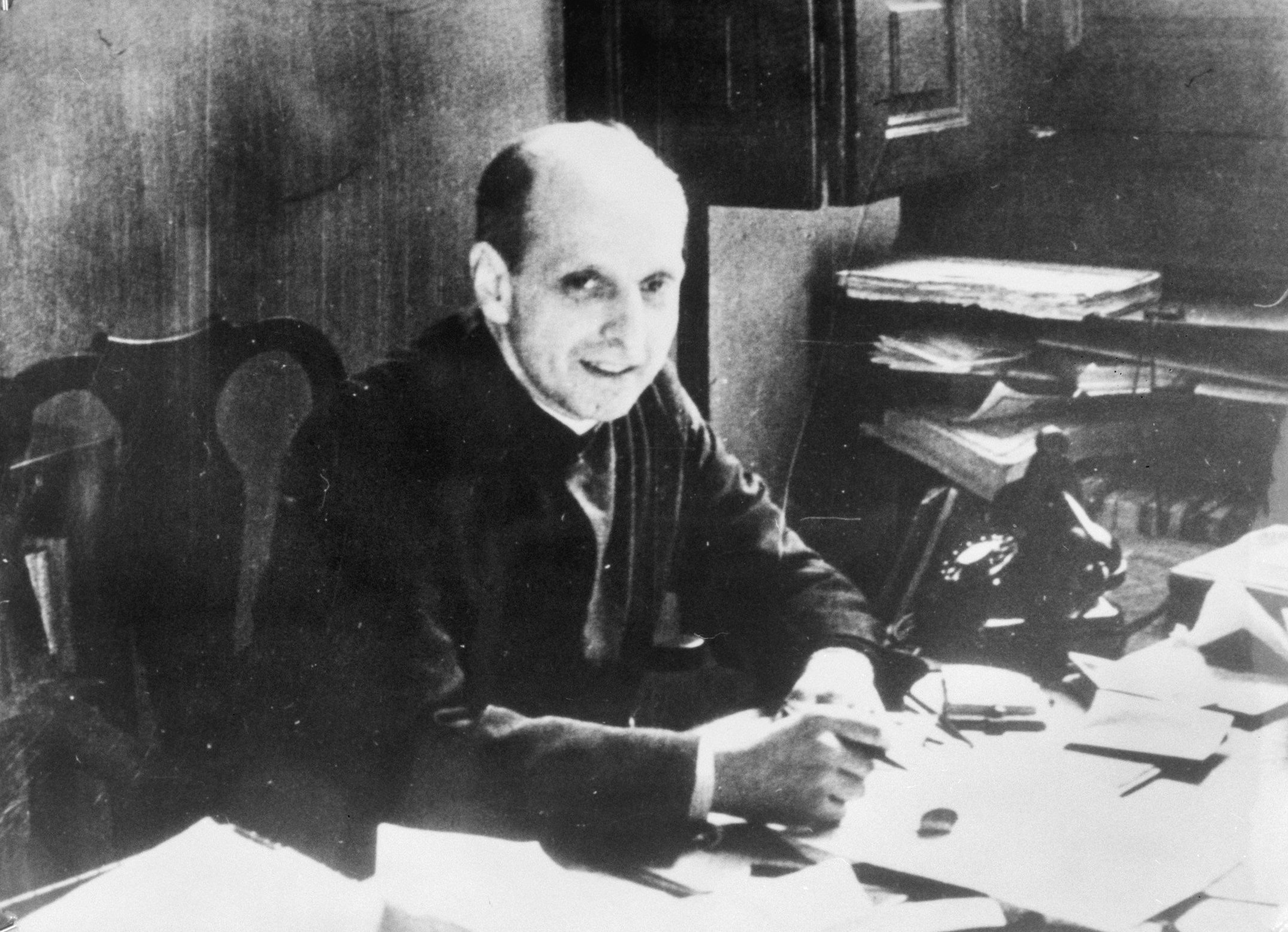
Pedro Arrupe (1907–1991)

- Arruti, Julien (* 1978), französischer Filmschauspieler und Drehbuchautor

### Arrv
- Arrvecchia, Adrien (1936–1981), monegassischer Radrennfahrer